# Sauze di Cesana
Sauze di Cesana (okzitanisch Lo Grand Sauze, piemontesisch Sàuze 'd Cesan-a) ist eine italienische Gemeinde in der Metropolitanstadt Turin (TO), Region Piemont. Sie gehört zur Berggebietsgemeinschaft Comunità Montana Alta Valle di Susa.

## Lage und Einwohner
Sauze di Cesana liegt rund 100 km westlich von Turin im alpinen Susatal. Das Gemeindegebiet umfasst eine Fläche von 77 km² und hat 227 Einwohner (Stand 31. Dezember 2023). 
Die Nachbargemeinden sind Abriès-Ristolas mit Abriès (Frankreich), Cesana Torinese, Pragelato, Prali und Sestriere.

## Geschichte
Die historischen und politischen Ereignisse dieses Dorfes sind seit dem 11. Jahrhundert als Salise Cesanae und Saude dokumentiert und hängen mit der Präsenz der Dauphiné zusammen, zu der es gehörte, und mit der Gemeinde Cesana, mit der es zu einem bestimmten Zeitpunkt auch verwaltungsmäßig verbunden war. Kurz vor der Stadt steht auf einer großen Wiesenfläche die Kirche S. Restituto Märtyrer, die einst als Zufluchtsort für die umliegenden Weiler Rollières und Champlas diente. Tatsächlich scheint der Komplex mit Schlitzfenstern befestigt zu sein, die geeignet sind, Angriffe von außen abzuwehren wie die Belagerung der französischen Armee durch General la Cazette im Jahr 1583 während der Kämpfe gegen die Waldenser. Die Kirche ist die älteste im Ripa-Tal und wurde bereits im 12. Jahrhundert erwähnt. Aufgrund ihrer Funktion als Festung war sie Gegenstand ständiger Umbauarbeiten. Bei den jüngsten Restaurierungen konnten bemerkenswerte Bildelemente aus dem 16. Jahrhundert entdeckt werden, und unter den Einrichtungsgegenständen sind einige Gemälde aus dem 17. Jahrhundert erwähnenswert, wie das des Hauptaltars mit SS Restituto und Stefano oder die Darstellung von S. Restituto, Claudio und Giusto. Einige kunstvoll gearbeitete Gemälde aus dem 17. Jahrhundert, wie die Madonna del Rosario und S. Claudio, werden heute im Diözesanmuseum in Susa aufbewahrt.
Im Jahr 1928 wurde die Gemeinde Sauze di Cesana mit der Gemeinde Cesana Torinese zusammengelegt und im Jahr 1934 unter das Gebiet der neuen Gemeinde Sestriere gestellt. 1947, mit dem Ende des Faschismus, erlangte es seine Autonomie zurück. Am 14. Juli 1962 zerstörte ein Brand 2/3 des Dorfes. Obwohl der schwerer Brand den größten Teil der Gemeinde zerstörte, ist die traditionelle Architektur des Alpendorfes Sauze gut erhalten.